# スングルラレ
座標: 北緯42度46分 東経26度47分 / 北緯42.767度 東経26.783度

スングルラレ
Сунгурлареスングルラレ ブルガリア内のスングルラレの位置

スングルラレ（ブルガリア語: Сунгурла̀ре、Sungurlare）はブルガリア南東部の町、およびそれを中心とした基礎自治体。ブルガス州に属する。
スングルラレはブルガスかから西北西に80キロメートル離れた渓谷の中にあり、カルノバトから西に25キロメートルに位置している。この地域には古代から人の居住があった。トラキア人の古墳や陶器、古代ローマの硬貨などが発見されている。現代の町はオスマン帝国の徴税所の文献に16世紀に初めて記録されている。オスマン帝国によるブルガリア統治時代、地元の44家族がウクライナに移住し、クリミア半島にブルガリア人集落を築いた。
町はブルガリアのワイン生産地として知られ、古くからワイン生産の伝統がある。ブドウ栽培とワイン生産に関する博物館が1984年に開設された。博物館は、1882年建造の、裕福なワイン商人の邸宅跡を使用している。

## 町村
スングルラレ基礎自治体（Община Сунгурларе）には、その中心であるスングルラレをはじめ、以下の町村（集落）が存在している。
- Балабанчево（Balabanchevo）
- Бероново（Beronovo）
- Босилково（Bosilkovo）
- Ведрово（Vedrovo）
- Везенково（Vezenkovo）
- Велислав（Velislav）
- Вълчин（Valchin）
- Горово（Gorovo）
- Грозден（Grozden）
- Дъбовица（Dabovitsa）
- Есен（Esen）
- Завет（Zavet）
- Каменско（Kamensko）
- Камчия（Kamchiya）
- Климаш（Klimash）

- Костен（Kosten）
- Лозарево（Lozarevo）
- Лозица（Lozitsa）
- Манолич（Manolich）
- Подвис（Podvis）
- Прилеп（Prilep）
- Пчелин（Pchelin）
- Садово（Sadovo）
- Скала（Skala）
- Славянци（Slavyantsi）
- Сунгурларе（Sungurlare）
- Съединение（Saedinenie）
- Терзийско（Terziysko）
- Черница（Chernitsa）
- Чубра（Chubra）